# Mladeč
Mladeč (en allemand : Lautsch) est une commune du district et de la région d'Olomouc, en République tchèque. Sa population s'élevait à 720 habitants en 2023.

## Géographie
Mladeč se trouve à 4 km à l'ouest de Litovel, à 21 km au nord-ouest d'Olomouc, à 64 km à l'ouest de Brno et à 191 km à l'est-sud-est de Prague.
La commune est limitée par Červenka au nord-est, par Litovel à l'est et au sud, par Měrotín au sud-ouest, et par Bílá Lhota à l'ouest et au nord-ouest.

## Histoire
La première mention écrite de la localité date de 1350.

## Administration
La commune se compose de trois sections :
- Mladeč
- Nové Zámky
- Sobáčov

## Transports
Par la route, Mladeč se trouve à 6,3 km de Litovel, à 22 km d'Olomouc et à 221 km de Prague.
La localité est desservie par l'autoroute D35.